# Marie Sambourg
Marie Sambourg est une comédienne française, née le 21 juillet 1988.

## Biographie
Elle incarne Manon Beaumont dans Une famille formidable de Joël Santoni de 1999 jusqu’à la fin de la série en 2018.
En octobre 2011, elle entre au Conservatoire national supérieur d'art dramatique et en sort diplômée en 2014, formée par Daniel Mesguich, Michel Fau, Nada Strancar et Georges Lavaudant.
Elle fait partie de deux compagnies théâtrales avec lesquelles elle joue régulièrement : le Birgit Ensemble et la Lovely Compagnie.

## Filmographie

### Cinéma
- 2011 : L'Instant fertile de Bruno Dupuis (court-métrage)
- 2012 : La Belle Vie d'Olivier L'inconnu (court-métrage)
- 2014 : Le Grand Large (court-métrage) d'Olivier L'inconnu : ?
- 2015 : Première Lueur de Waheed Khan : Sophia (rôle principal féminin)
- 2018 : Vous êtes jeunes vous êtes beaux de Franchin Don : Sarah

### Télévision
Sauf indication contraire, les informations mentionnées dans cette section peuvent être confirmées par la base de données cinématographiques IMDb,  présente dans la section « Liens externes ».
- 1996 : L'Allée du Roi de Nina Companeez (Téléfilm) : une enfant
- 1998 : L'Enfant et les Loups de Pierre-Antoine Hiroz (Téléfilm) : Othilie
- 1998 : Les Vacances de l'amour La Puce et les deux cerveaux : Puce
- 1999 : Navarro (série télévisée) : ?
- 2000-2018 : Une famille formidable de Joel Santoni (série télévisée) : Manon Beaumont
- 2001 : Margaux Valence de Christophe Bertrand : Le secret d'Alice (téléfilm) : Léa
- 2003 : Les Thibault de Jean-Daniel Verhaeghe (feuilleton TV) : Nicole adolescente
- 2006 : Mémoire de glace de Pierre-Antoine Hiroz (Téléfilm) : Rebecca Rebatet
- 2011 : Tout le monde il est beau, CANAL +, sketchs : « Le Bac », « Les Trois Générations »[2]
- 2017 : Dix pour cent : une des fausses manifestantes du mouvement "Promouvoir" (saison 2, épisode 4)
- 2022 : Moitié-e-s de Pauline Clément (épisode Grouple) :
- 2024 : Broute 24 : Polyamour de Bertrand Usclat réalisé par Guillaume Cremonese rôle de Martine, Canal +

## Théâtre
- 2008 : See you in New-York de Madeleine Mainier au Théâtre de la Reine Blanche
- 2010 : Au Cas Barrés de Carole Labouze au Théâtre du Rond-Point
- 2012 : Journées de juin : "Répertoire 1 et 2" de Daniel Mesguich au Théâtre du Conservatoire
- 2013 : Je suis une mouette de Michel Fau d'après Anton Tchekhov au Théâtre du Conservatoire
- 2013 : Pluies et racontars de Serendippo d'Yvo Mentens au Théâtre du Conservatoire
- 2013 : Berliner Mauer : vestiges de Julie Bertin et Jade Herbulot au CNSAD
- 2014 : S.A.D.E : Sexe, Aveux, Délires et autres Excès de Georges Lavaudant au Théâtre du Conservatoire
- 2014 : L'Illusion Comique de Corneille mise en scène de Nada Strancar au Théâtre du Conservatoire
- 2014 : Ce soir on improvise de Pirandello mise en scène de Nada Strancar au Théâtre du Conservatoire
- 2014-2017 : Boobs de la Lovely Compagnie mise en scène de Manon Joveneau. Festival des Baladins, Théâtre de La Jonquière, Palais de la culture de Puteaux, tournées octobre rose, TGP de Meaux, Théâtre de l'Opprimé, TAC de Chelles
- 2015-2016 : Berliner mauer : vestiges de Julie Bertin et Jade Herbulot au Théâtre Gérard-Philipe (Saint-Denis)[3], Théâtre des Quartiers d'Ivry
- 2016 : Phèdre de Racine mise en scène de Sterenn Guirriec à la Scène Watteau
- 2017 : Cabaret Europe de Julie Bertin et Jade Herbulot - Birgit Ensemble à la Pop (Péniche Opéra)
- 2017 : Banat mise en scène de Lise Facchin - SACD et Centre culturel de Serbie
- 2017-2019 : Memories of Sarajevo et Dans les ruines d'Athènes de Julie Bertin et Jade Herbulot - Birgit Ensemble au Festival d'Avignon, TQI et tournée
- 2018 : Boobs de la Lovely Cie mise en scène de Manon Joveneau au théâtre du Funambule
- 2019 : La nuit des rois de Shakespeare mise en scène de Clément Poirée en tournée
- 2020 : La Brouille de Marion Clément à la manufacture des Abbesses
- 2021 : assistante mise en scène de Guten Tag madame Merkel de Anna Fournier, théâtre la Flèche, Train Bleu Avignon, La pépinière et tournée. Nomination Molières 2025 catégorie Seul.e-en-scène
- 2021-2022 : Roman(s) National du Birgit Ensemble mise en scène de Julie Bertin et Jade Herbulot
- 2022 : Au monde de Clio Van de Walle mise en scène de Sébastien Depommier au Lyncéus festival
- 2022 : Dimanche 18h de Maud Cournut mise en scène de Maxime Mansion au Lyncéus festival
- 2018-2024 : Intra Muros d’Alexis Michalik au théâtre de la Pépinière, en tournée et au théâtre des Béliers au festival d'Avignon 2019
- 2024 : Comme après une bombe de Marion Stenton, mise en scène de Camille Bernon
- 2024 : Andromaque Tupper(war)e de Julien Picard Antonelli mise de scène de Sébastien Depommier
- 2022-2025 : Birgit Kabarett du Birgit Ensemble, textes de Romain Maron composé par Grégoire Letouvet - TGP de Saint-Denis, Le Grand R, Théâtre du Rond-Point, théâtre Sorano à Toulouse, …
- 2026 : Olympe(s) de Rachel Arditi et Justine Heynemann, mise en scène Justine Heynemann, Scène Nationale de Chalon-sur-Saône, La Scala Avignon et Paris

## Doublage
(janvier 2023).
Si vous disposez d'ouvrages ou d'articles de référence ou si vous connaissez des sites web de qualité traitant du thème abordé ici, merci de compléter l'article en donnant les références utiles à sa vérifiabilité et en les liant à la section « Notes et références ».

### Cinéma

#### Films
- 1998 : Marrakech Express : ? ( ? )
- 2001 : Vercingétorix : ? ( ? )[réf. nécessaire]
- 2015 : Emelie : Anna (Randi Langdon)
- 2018 : Un 22 juillet : ? ( ? )
- 2018 : Ma vie après toi : ? ( ? )
- 2018 : Contrôle parental : Angelica (Ramona Young)

#### Films d'animation
- 1998 : 1 001 Pattes : la princesse Couette[4]
- 1998 : Le Petit Dinosaure : La Légende du mont Saurus : Becky
- 2000 : Kuzco, l'empereur mégalo : Chaca[5]
- 2000 : Dinosaure : Suri[4]
- 2008 : Le Secret de la Petite Sirène : Arista
- 2022 : Jungle rouge : une journaliste française et Huracan

### Télévision

#### Séries télévisées[6]
- Alexandra Socha (en) dans :
  - The Big C (2010-2011) : Mia (7 épisodes)
  - Damages (2012) : Rachel Walling (saison 5)
  - Royal Pains (2013-2016) : Molly O'Shea (6 épisodes)
- 2007 : Les Tudors : ? ( ? )
- 2007 : Ugly Betty : ? ( ? )
- 2008 : Dirt : ? ( ? )
- 2009 : Entourage : ? ( ? ) (saison 5)
- 2014 / 2016 : Royal Pains : Parker Phipps (Haley Murphy) (3 épisodes) et Lena (Sarah Mezzanotte) (4 épisodes)
- 2017 : Pretty Little Liars : Willa (Sydney Sweeney) (saison 7, épisode 20)
- 2018 : Good Doctor : Maddie Glassman (Holly Taylor) (saison 2, épisodes 3 et 4)
- 2017 : Gone : Jenna Tucker (Katie Carpenter) et Cassie (Chloi Zi)
- 2020 : L'Empire Oktoberfest : ? ( ? ) (mini-série)
- 2020 : Room 104 : ? ( ? )
- 2020 : Le Jeu de la dame : ? ( ? ) (mini-série)
- 2020 : Le Mystère Kendrick : ? ( ? ) (mini-série)
- 2021 : La Brea : Lilly Castillo (Chloe de Los Santos) (saison 1)
- 2022 : Échos : l'infirmière Fletcher (Sable Williams) (mini-série)[7]
- 2022 : NCIS: Hawaiʻi : Gracie Boone (Chloe Csengery) (saison 1, épisodes 15 et 20)
- 2023 : The Sex Lives of College Girls : Natalie (Chloe Csengery)
- 2023 : The Good Mothers : Sofia (Alessandra Aulicino)

#### Séries d'animation
- 2018-2024 : Le Village de Dany : Judith l'ornithorynque (saisons 4-5-6)

## Radio
- 2014 : True love will find you in the end de Laure Egoroff pour France Culture[8]
- 2014 : Rideau de France Joly réalisé par Michel Sidoroff pour France Inter
- 2015 : La mastication des morts réalisé par Laure Egoroff pour France Culture
- 2021 : Autant en emporte l’Histoire :  Madeleine Pelletier, féministe intégrale, solitaire et empêchée de Laure Egoroff

### Publicité
- 1995 : Publicité Lactel : Lisa[9]
- 1996 : Publicité Disneyland Paris : La petite fille[10]
- 1996 : Publicités Crédit Mutuel : Habitation, Assurance, Auto[11],[12],[13]